# Spielvereinigung Unterhaching 1996-1997
Questa voce raccoglie le informazioni riguardanti la Spielvereinigung Unterhaching nelle competizioni ufficiali della stagione 1996-1997.

## Stagione
Nella stagione 1996-1997 l'Unterhaching, allenato da Lorenz-Günther Köstner, concluse il campionato di 2. Bundesliga al 6º posto. In Coppa di Germania l'Unterhaching fu eliminato agli ottavi di finale dal St. Pauli.

## Rosa
| N. |                     | Ruolo | Calciatore          |
| -- | ------------------- | ----- | ------------------- |
| 1  | Germania (bandiera) | P     | Jürgen Wittmann     |
| 2  | Germania (bandiera) | D     | Alexander Strehmel  |
| 4  | Germania (bandiera) | D     | Ralf Bucher         |
| 5  | Germania (bandiera) | C     | Matthias Zimmermann |
| 6  | Germania (bandiera) | D     | Jörg Bergen         |
| 7  | Germania (bandiera) | C     | Dirk Hofmann        |
| 8  | Germania (bandiera) | C     | Peter Zeiler        |
| 14 | Spagna (bandiera)   | A     | Alfonso García      |
| 16 | Germania (bandiera) | C     | Andreas Hartig      |
| 21 | Germania (bandiera) | D     | Björn Hertl         |
| 22 | Germania (bandiera) | P     | Udo Mai             |
| 24 | Croazia (bandiera)  | D     | Ivica Vladimir      |

| N. |                     | Ruolo | Calciatore       |
| -- | ------------------- | ----- | ---------------- |
| 27 | Germania (bandiera) | P     | Peter Sirch      |
| 15 | Germania (bandiera) | D     | Dennis Grassow   |
| 13 | Germania (bandiera) | D     | Tobias Hager     |
| 11 | Germania (bandiera) | C     | Albert Gröber    |
| 12 | Germania (bandiera) | C     | Matthias Lust    |
| 19 | Germania (bandiera) | C     | Thomas Radlspeck |
| 17 | Germania (bandiera) | C     | Stefan Reich     |
| 18 | Germania (bandiera) | C     | Christian Simon  |
| 20 | Germania (bandiera) | C     | Stephan Täuber   |
| 23 | Germania (bandiera) | A     | Norbert Bartsch  |
| 10 | Germania (bandiera) | A     | Frank Schmöller  |
| 9  | Germania (bandiera) | A     | Lothar Sippel    |

## Organigramma societario
Area tecnica
- Allenatore: Lorenz-Günther Köstner
- Allenatore in seconda: Harry Deutinger
- Preparatore dei portieri:
- Preparatori atletici:

## Calciomercato

### Sessione estiva
| Acquisti | Acquisti            | Acquisti         | Acquisti |
| R.       | Nome                | da               | Modalità |
| -------- | ------------------- | ---------------- | -------- |
| D        | Tobias Hager        | Bayern Monaco II |          |
| A        | Lothar Sippel       | Hannover 96      |          |
| D        | Alexander Strehmel  | Wattenscheid 09  |          |
| C        | Matthias Zimmermann | Bayern Monaco II |          |

| Cessioni | Cessioni           | Cessioni      | Cessioni |
| R.       | Nome               | a             | Modalità |
| -------- | ------------------ | ------------- | -------- |
| C        | Markus Oberleitner | Bayern Monaco |          |

### Sessione invernale
| Acquisti | Acquisti | Acquisti | Acquisti |
| R.       | Nome     | da       | Modalità |
| -------- | -------- | -------- | -------- |

| Cessioni | Cessioni | Cessioni | Cessioni |
| R.       | Nome     | a        | Modalità |
| -------- | -------- | -------- | -------- |

## Risultati

### 2. Bundesliga

#### Girone di andata
| Kaiserslautern 3 ottobre 1996, ore 19:30 CEST 1ª giornata | Kaiserslautern | 0 – 0 referto | Unterhaching | Fritz-Walter-Stadion (34 469 spett.)\| Arbitro: \| Jansen \| |
| Arbitro:                                                  | Jansen         |               |              |                                                              |

| Arbitro: | Fandel |

|               |           |            |
| Schmöller 17’ | Marcatori | 9’ Sievers |

| Lubecca 18 agosto 1996, ore 15:00 CEST 3ª giornata | Lubecca | 0 – 0 referto | Unterhaching | Stadion an der Lohmühle (7 000 spett.)\| Arbitro: \| Prengel \| |
| Arbitro:                                           | Prengel |               |              |                                                                 |

| Arbitro: | Gettke |

|                         |           |            |
| Zimmermann 28’ Lust 45’ | Marcatori | 3’ Seifert |

| Arbitro: | Werthmann |

|           |           |               |
| Hayer 61’ | Marcatori | 65’ Schmöller |

| Arbitro: | Friedrichs |

|                        |           |            |
| Reich 8’ Schmöller 54’ | Marcatori | 77’ Becker |

| Arbitro: | Keßler |

|           |           |           |
| Bujan 38’ | Marcatori | 47’ Reich |

| Unterhaching 29 settembre 1996, ore 15:00 CEST 8ª giornata | Unterhaching | 0 – 0 referto | Fortuna Colonia | Stadion am Sportpark (3 000 spett.)\| Arbitro: \| Hauer \| |
| Arbitro:                                                   | Hauer        |               |                 |                                                            |

| Arbitro: | Blumenstein |

|            |           |              |
| García 17’ | Marcatori | 56’ Strogies |

| Arbitro: | Dörr |

|           |           |            |
| Weber 61’ | Marcatori | 12’ García |

| Unterhaching 19 ottobre 1996, ore 15:30 CEST 11ª giornata | Unterhaching | 0 – 0 referto | Uerdingen 05 | Stadion am Sportpark (2 500 spett.)\| Arbitro: \| Byernetzky \| |
| Arbitro:                                                  | Byernetzky   |               |              |                                                                 |

| Magonza 27 ottobre 1996, ore 15:00 CEST 12ª giornata | Magonza | 0 – 0 referto | Unterhaching | Stadion am Bruchweg (6 197 spett.)\| Arbitro: \| Weiner \| |
| Arbitro:                                             | Weiner  |               |              |                                                            |

| Arbitro: | Schütz |

|          |           |  |
| Lust 49’ | Marcatori |  |

| Arbitro: | Hauer |

|                           |           |  |
| Kruse 32’, 51’ Preetz 34’ | Marcatori |  |

| Arbitro: | Pohlmann |

|           |           |          |
| Reich 84’ | Marcatori | 7’ Fuchs |

| Arbitro: | Kadach |

|           |           |            |
| Meyer 26’ | Marcatori | 89’ Gröber |

| Arbitro: | Wendorf |

|                          |           |  |
| Radlspeck 33’ Gröber 90’ | Marcatori |  |

#### Girone di ritorno
| Unterhaching 21 febbraio 1997, ore 19:00 CET 18ª giornata | Unterhaching | 0 – 0 referto | Kaiserslautern | Stadion am Sportpark (7 900 spett.)\| Arbitro: \| Kemmling \| |
| Arbitro:                                                  | Kemmling     |               |                |                                                               |

| Arbitro: | Müller |

|             |           |                                       |
| Sievers 77’ | Marcatori | 35’ Hartig 58’ Radlspeck 87’ Strehmel |

| Unterhaching 9 marzo 1997, ore 15:00 CET 20ª giornata | Unterhaching | 0 – 0 referto | Lubecca | Stadion am Sportpark (2 800 spett.)\| Arbitro: \| Wack \| |
| Arbitro:                                              | Wack         |               |         |                                                           |

| Arbitro: | Insam |

|  |           |                     |
|  | Marcatori | 63’ Lust 70’ Täuber |

| Arbitro: | Neis |

|                       |           |           |
| Bergen 32’ Hartig 76’ | Marcatori | 78’ Hayer |

| Arbitro: | Casper |

|                 |           |  |
| Komljenović 28’ | Marcatori |  |

| Arbitro: | Dörr |

|            |           |                         |
| Hartig 27’ | Marcatori | 67’ Vorholt 87’ Claaßen |

| Arbitro: | Friedrichs |

|                            |           |            |
| Akonnor 38’ Krieg 48’, 65’ | Marcatori | 81’ Hartig |

| Arbitro: | Gettke |

|             |           |  |
| Beierle 15’ | Marcatori |  |

| Arbitro: | Prengel |

|                      |           |             |
| Reich 42’ Täuber 89’ | Marcatori | 48’ Rusayev |

| Arbitro: | Malbranc |

|  |           |                                          |
|  | Marcatori | 17’ Hartig 26’, 55’ Schmöller 61’ Bergen |

| Unterhaching 11 maggio 1997, ore 15:00 CEST 29ª giornata | Unterhaching | 0 – 0 referto | Magonza | Stadion am Sportpark (2 000 spett.)\| Arbitro: \| Wendorf \| |
| Arbitro:                                                 | Wendorf      |               |         |                                                              |

| Wolfsburg 16 maggio 1997, ore 19:00 CEST 30ª giornata | Wolfsburg | 0 – 0 referto | Unterhaching | VfL-Stadion am Elsterweg (8 543 spett.)\| Arbitro: \| Keßler \| |
| Arbitro:                                              | Keßler    |               |              |                                                                 |

| Arbitro: | Weiner |

|               |           |                              |
| Schmöller 55’ | Marcatori | 30’ Čović 48’ Mazingu-Dinzey |

| Arbitro: | Jansen |

|                               |           |  |
| Heidrich 20’, 73’ Däbritz 26’ | Marcatori |  |

| Arbitro: | Hauer |

|                                 |           |             |
| Hertl 14’ Bergen 79’ Gröber 90’ | Marcatori | 29’ Choroba |

| Arbitro: | Schmidt |

|          |           |                     |
| Vier 25’ | Marcatori | 32’ Zeiler 41’ Lust |

### Coppa di Germania
| Arbitro: | Wendorf |

|  |           |                                       |
|  | Marcatori | 20’ Radlspeck 42’ Strehmel 88’ García |

| Arbitro: | Kemmling |

|  |           |               |
|  | Marcatori | 75’ Radlspeck |

| Arbitro: | Friedrichs |

|             |           |  |
| Pisarev 73’ | Marcatori |  |

## Statistiche

### Statistiche di squadra
| Competizione      | Punti | In casa | In casa | In casa | In casa | In casa | In casa | In trasferta | In trasferta | In trasferta | In trasferta | In trasferta | In trasferta | Totale | Totale | Totale | Totale | Totale | Totale | DR |
| Competizione      | Punti | G       | V       | N       | P       | Gf      | Gs      | G            | V            | N            | P            | Gf           | Gs           | G      | V      | N      | P      | Gf     | Gs     | DR |
| ----------------- | ----- | ------- | ------- | ------- | ------- | ------- | ------- | ------------ | ------------ | ------------ | ------------ | ------------ | ------------ | ------ | ------ | ------ | ------ | ------ | ------ | -- |
| 2. Bundesliga     | 49    | 17      | 7       | 8       | 2       | 19      | 12      | 17           | 4            | 8            | 5            | 16           | 17           | 34     | 11     | 16     | 7      | 35     | 29     | +6 |
| Coppa di Germania | -     | 0       | 0       | 0       | 0       | 0       | 0       | 3            | 2            | 0            | 1            | 4            | 1            | 3      | 2      | 0      | 1      | 4      | 1      | +3 |
| Totale            | 49    | 17      | 7       | 8       | 2       | 19      | 12      | 20           | 6            | 8            | 6            | 20           | 18           | 37     | 13     | 16     | 8      | 39     | 30     | +9 |

### Andamento in campionato
| Giornata  | 1  | 2  | 3  | 4 | 5  | 6 | 7 | 8 | 9 | 10 | 11 | 12 | 13 | 14 | 15 | 16 | 17 | 18 | 19 | 20 | 21 | 22 | 23 | 24 | 25 | 26 | 27 | 28 | 29 | 30 | 31 | 32 | 33 | 34 |
| --------- | -- | -- | -- | - | -- | - | - | - | - | -- | -- | -- | -- | -- | -- | -- | -- | -- | -- | -- | -- | -- | -- | -- | -- | -- | -- | -- | -- | -- | -- | -- | -- | -- |
| Luogo     | T  | C  | T  | C | T  | C | T | C | C | T  | C  | T  | C  | T  | C  | T  | C  | C  | T  | C  | T  | C  | T  | C  | T  | T  | C  | T  | C  | T  | C  | T  | C  | T  |
| Risultato | N  | N  | N  | V | N  | V | N | N | N | N  | N  | N  | V  | P  | N  | N  | V  | N  | V  | N  | V  | V  | P  | P  | P  | P  | V  | V  | N  | N  | P  | P  | V  | V  |
| Posizione | 10 | 12 | 12 | 8 | 10 | 9 | 6 | 8 | 8 | 8  | 10 | 10 | 8  | 10 | 10 | 11 | 8  | 7  | 6  | 6  | 5  | 5  | 5  | 7  | 7  | 9  | 7  | 6  | 6  | 6  | 7  | 8  | 6  | 6  |

Legenda:

Luogo: C = Casa; T = Trasferta. Risultato: V = Vittoria; N = Pareggio; P = Sconfitta.

### Statistiche dei giocatori
| Giocatore     | 2. Bundesliga | 2. Bundesliga | 2. Bundesliga | 2. Bundesliga | Coppa di Germania | Coppa di Germania | Coppa di Germania | Coppa di Germania | Totale   | Totale | Totale      | Totale     |
| Giocatore     | Presenze      | Reti          | Ammonizioni   | Espulsioni    | Presenze          | Reti              | Ammonizioni       | Espulsioni        | Presenze | Reti   | Ammonizioni | Espulsioni |
| ------------- | ------------- | ------------- | ------------- | ------------- | ----------------- | ----------------- | ----------------- | ----------------- | -------- | ------ | ----------- | ---------- |
| N. Bartsch    | 10            | 0             | 2             | 0             | 3                 | 0                 | 0                 | 0                 | 13       | 0      | 2           | 0          |
| J. Bergen     | 24            | 3             | 1             | 0             | 0                 | 0                 | 0                 | 0                 | 24       | 3      | 1           | 0          |
| R. Bucher     | 26            | 0             | 4             | 0             | 2                 | 0                 | 1                 | 0                 | 28       | 0      | 5           | 0          |
| A. García     | 29            | 2             | 3             | 1             | 3                 | 1                 | 0                 | 0                 | 32       | 3      | 3           | 1          |
| D. Grassow    | 20            | 0             | 6             | 0             | 2                 | 0                 | 1                 | 0                 | 22       | 0      | 7           | 0          |
| A. Gröber     | 19            | 3             | 2             | 0             | 1                 | 0                 | 0                 | 0                 | 20       | 3      | 2           | 0          |
| T. Hager      | 3             | 0             | 0             | 0             | 0                 | 0                 | 0                 | 0                 | 3        | 0      | 0           | 0          |
| A. Hartig     | 29            | 5             | 2             | 0             | 3                 | 0                 | 2                 | 0                 | 32       | 5      | 4           | 0          |
| B. Hertl      | 3             | 1             | 0             | 0             | 1                 | 0                 | 0                 | 0                 | 4        | 1      | 0           | 0          |
| D. Hofmann    | 7             | 0             | 0             | 0             | 0                 | 0                 | 0                 | 0                 | 7        | 0      | 0           | 0          |
| M. Lust       | 34            | 4             | 4             | 0             | 3                 | 0                 | 1                 | 0                 | 37       | 4      | 5           | 0          |
| U. Mai        | 0             | 0             | 0             | 0             | 0                 | 0                 | 0                 | 0                 | 0        | 0      | 0           | 0          |
| T. Radlspeck  | 33            | 2             | 6             | 0             | 3                 | 2                 | 2                 | 0                 | 36       | 4      | 8           | 0          |
| S. Reich      | 30            | 4             | 7             | 0             | 3                 | 0                 | 1                 | 0                 | 33       | 4      | 8           | 0          |
| F. Schmöller  | 22            | 6             | 7             | 0             | 2                 | 0                 | 1                 | 0                 | 24       | 6      | 8           | 0          |
| C. Simon      | 9             | 0             | 0             | 0             | 0                 | 0                 | 0                 | 0                 | 9        | 0      | 0           | 0          |
| L. Sippel     | 2             | 0             | 0             | 0             | 0                 | 0                 | 0                 | 0                 | 2        | 0      | 0           | 0          |
| P. Sirch      | 0             | 0             | 0             | 0             | 0                 | 0                 | 0                 | 0                 | 0        | 0      | 0           | 0          |
| A. Strehmel   | 30            | 1             | 6             | 0             | 2                 | 1                 | 0                 | 0                 | 32       | 2      | 6           | 0          |
| S. Täuber     | 32            | 2             | 7             | 1             | 3                 | 0                 | 0                 | 0                 | 35       | 2      | 7           | 1          |
| I. Vladimir   | 28            | 0             | 3             | 0             | 3                 | 0                 | 0                 | 0                 | 31       | 0      | 3           | 0          |
| J. Wittmann   | 34            | 0             | 1             | 0             | 3                 | 0                 | 0                 | 0                 | 37       | 0      | 1           | 0          |
| P. Zeiler     | 23            | 1             | 3             | 0             | 2                 | 0                 | 0                 | 0                 | 25       | 1      | 3           | 0          |
| M. Zimmermann | 23            | 1             | 1             | 1             | 3                 | 0                 | 0                 | 0                 | 26       | 1      | 1           | 1          |